# Conner Coffin
Conner Coffin est un surfeur professionnel américain né le 13 juillet 1993 à Pasadena, en Californie ( États-Unis). Il participe au championnat du monde de surf depuis 2016.

## Palmarès et résultats

### Saison par Saison
- 2012 :
  - 1er du Vans US Open Junior Pro à Huntington Beach, CA (États-Unis)
  - 1er du North Shore Junior Pro à Pipeline, (Hawaii)

- 2013 :
  - 1er du Vans US Open Junior Pro à Huntington Beach, CA (États-Unis)
  - 2e du Cascais Billabong Pro à Cascais (Portugal)

- 2016 :
  - 2e du MEO Rip Curl Pro Portugal à Peniche (Portugal)

### Résultats en WCT
- 2016 : 17e au classement général et une finale au  MEO Rip Curl Pro Portugal.
- 2017 : 21e au classement général après 10 épreuves.